# Pierre de Bourdeille
Pierre de Bourdeille, detto Brantôme (Périgord, 1540 – 15 luglio 1614), è stato uno storico e biografo francese.

## Biografia

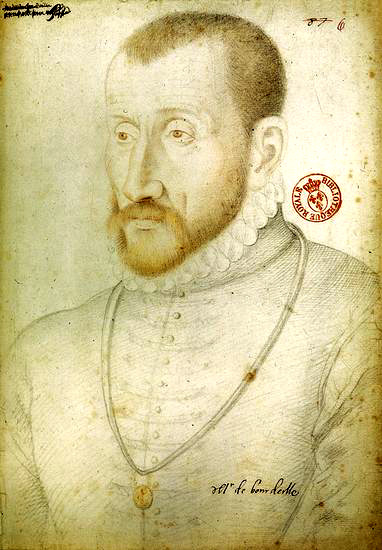
Pierre de Bourdeille, detto Brantôme.

Terzogenito del nobile barone de Bourdeille, aveva un legame di parentela per parte di madre con la regina di Navarra Margherita, presso la cui corte trascorse gran parte della sua infanzia. Dopo la morte di Margherita nel 1549 si trasferì a Parigi dove studiò al Collège de France e si trasferì in seguito nel 1555 a Poitiers per completare gli studi presso la locale Università. Completata la sua educazione tornò a corte in data non definita ma comunque non precedente al 1556, in quanto pronunciò di fronte a Maria Stuarda una orazione in latino da lui stesso composta. Nel 1557 Bourdeille ricevette in commenda l'abbazia di Saint-Pierre de Brantôme, ma non essendo portato per la vita ecclesiastica ne conservò solo il titolo.
Dopo aver deciso di diventare soldato di ventura, entrò in contatto con la gran parte dei condottieri dell'epoca. Nel 1558 si trovò in Italia e fece ritorno in Francia solo per partire di nuovo al seguito di Maria Stuarda nel suo viaggio per prendere possedimento delle sue terre in Scozia, durante il quale ebbe occasione di conoscere personalmente la regina Elisabetta I; il de Bourdeille ha lasciato un lungo e accurato resoconto di questa spedizione.
Nel 1564 viaggiò in Marocco e poi in Spagna e Portogallo. Combatté sulle galee per conto dell'Ordine di Malta al seguito del suo grande amico il comandante Filippo di Piero Strozzi, nella spedizione verso l'isola di Terceira dove lo Strozzi venne ucciso nel 1582.
Durante le guerre di religione in Francia sotto Carlo IX combatté con i Cattolici per i quali partecipò all'assedio di La Rochelle, tuttavia si avvicinò sensibilmente agli ideali dei Protestanti. La sua carriera militare ebbe termine nel 1574, per via di una caduta da cavallo, a causa della quale si ritirò per mansioni più tranquille presso la corte di Enrico III, della quale ci ha lasciato notevoli memorie sugli intrighi, i duelli, le rivalità e anche gli assassinii segreti. Dopo essere rimasto seminfermo per circa quattro anni, de Bourdeille fece ritorno a Richemont, nel cui castello decise d'impegnare il suo tempo scrivendo le memorie delle sue avventure in guerra e delle sue esperienze a corte.
Le memorie furono pubblicate per la prima volta in 8 volumi nel 1665-66, col titolo Mémoires de Messire Pierre de Bourdeille, seigneur de Brantôme.

## Media
Dal siggetto drlle memorie di Brantôme è stato realizzato il film franco-italiano Donne di piacere (1990).